# Philip Yorke (1er comte de Hardwicke)
Philip Yorke (1er décembre 1690 – 6 mars 1764) est un avocat et homme politique anglais qui est lord grand chancelier. Il est un confident proche du duc de Newcastle, Premier ministre entre 1754 et 1756 et de 1757 à 1762.

## Biographie
Fils de Philip Yorke, avocat, il est né à Dover. Par sa mère, Elizabeth, fille et cohéritière de Richard Gibbon, de Rolvenden, dans le Kent, il est lié à la famille de l'historien Edward Gibbon. Il fait ses études dans une école de Bethnal Green dirigée par Samuel Morland, un anticonformiste.
À l'âge de 16 ans, il entre au bureau du procureur Charles Salkeld à Holborn, à Londres. Il est entré au Middle Temple en novembre 1708 et son employeur l'avait peut-être recommandé à Thomas Parker (1er comte de Macclesfield) comme tuteur à ses fils.
En 1715, il est admis au barreau, où ses progrès sont, dit Lord Campbell, plus rapides que tout autre débutant dans les annales de notre profession, son avancement étant grandement favorisé par le patronage de Macclesfield, qui devient chancelier en 1718, quand Yorke a transféré sa pratique du banc du roi à la cour de chancellerie, bien qu'il ait continué à aller sur le circuit occidental. L'année suivante, il s'est taillé une réputation de juriste spécialisé en droit de la défense dans une affaire qui intéressait la famille de Robert Walpole, par un argument montrant un apprentissage approfondi et une recherche sur la compétence du chancelier, sur des lignes qu'il a ensuite développées dans sa Lettre célèbre à Lord Kames sur la distinction entre loi et équité. Par l'influence de Macclesfield auprès du duc de Newcastle, Yorke entre au Parlement en 1719 en tant que député de Lewes, et est nommé procureur général et chevalier en 1720, bien qu'il ne fût alors qu'avocat à la barre depuis quatre ans.

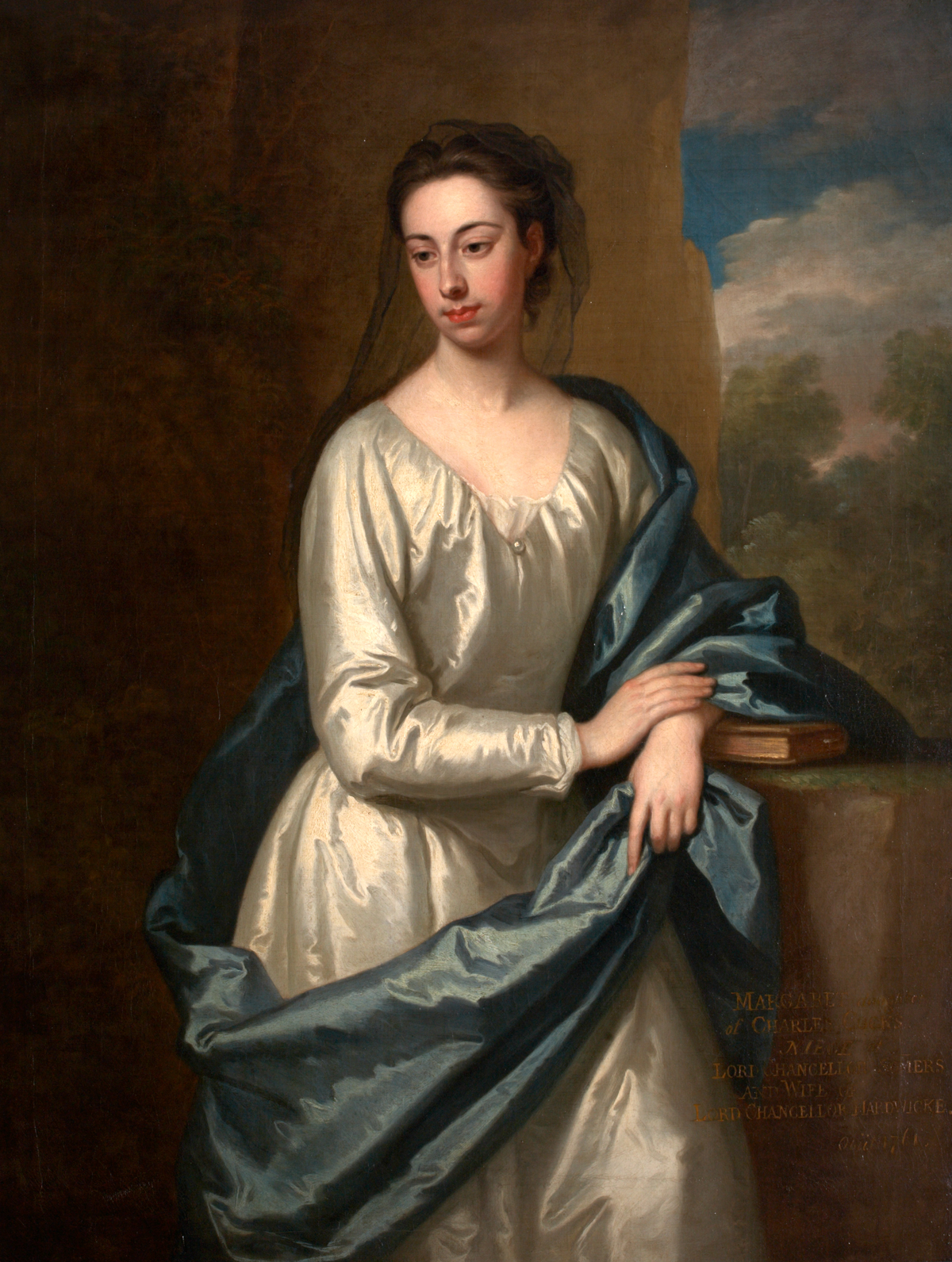
Philip Yorke a épousé Margaret Cocks, dont il a eu cinq fils et deux filles.

Bien que, dans sa jeunesse, il ait contribué au The Spectator avec la signature Philip Homebred, il semble avoir abandonné tout intérêt pour la littérature, et Lord Campbell et d'autres lui ont reproché de négliger l'art et les lettres. Le 16 mai 1719, il épouse Margaret, fille de Charles Cocks de Mary Cocks, sœur de John Somers et veuve de William Lygon (décédé sans descendance en 1716), dont il a cinq fils et deux filles :
- Philip Yorke (2e comte de Hardwicke) (1720 – 1790), qui lui succède ;
- Charles Yorke (1722 – 1770), devient, comme son père, lord chancelier ;
- Elizabeth Yorke (1725 – 1760), mariée à George Anson ;
- Joseph Yorke (1er baron Dover) (décédé en 1792), un diplomate créé baron ;
- John Yorke (1728 – 1801), député de Reigate et Higham Ferrers ;
- James Yorke (1730 – 1808), devient évêque d'Ely ;
- Margaret Yorke, mariée à Gilbert Heathcote (3e baronnet).

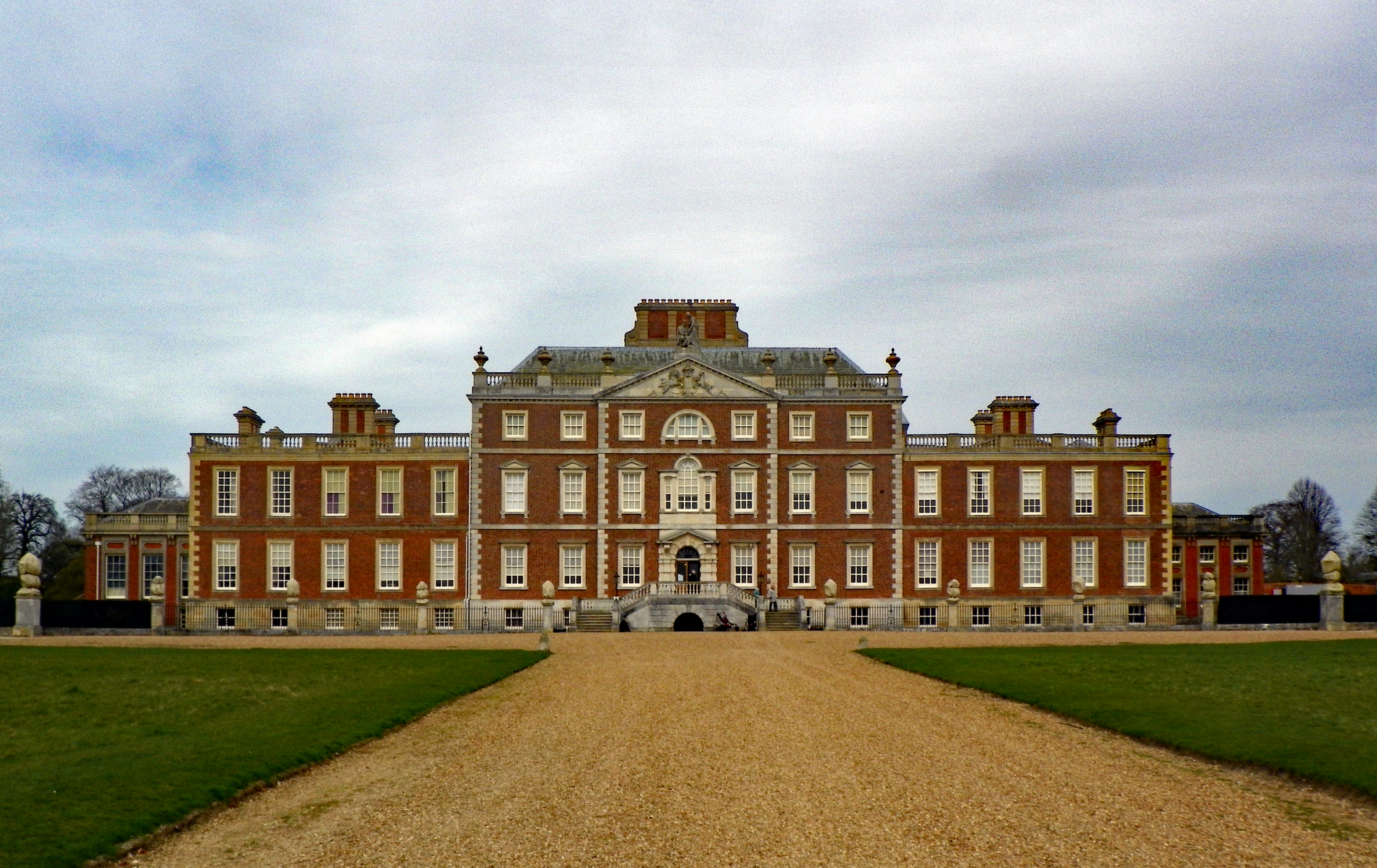
Wimpole Hall

En 1739, il achète Wimpole Hall, la plus grande maison de campagne du Cambridgeshire.
Il est enterré, avec beaucoup de ses descendants, au cimetière St. Andrew à Wimpole. Hardwicke est remplacé au comté par son fils aîné, Philip.
Son cousin William Yorke, 1er baronnet, mène une carrière très fructueuse en tant que juge en Irlande, devenant le président de la Cour suprême des Irish Common Pleas.

## Carrière

### Procureur général
Les poursuites contre Christopher Layer pour Trahison en tant que jacobite renforcent la réputation de Yorke comme orateur judiciaire. En 1723, étant déjà procureur général, il passe à la Chambre des communes le projet de loi sur les peines et les pénalités prononcées contre Francis Atterbury. En raison de son amitié personnelle, il est excusé et n'a pas agi pour la couronne lors de la destitution de Macclesfield en 1725. Il trouve bientôt un nouveau patron avec le duc de Newcastle.
On se souvient également de Lord Hardwicke comme l’un des deux auteurs de l’opinion esclavage Yorke – Talbot, alors qu’il est officier en droit de la couronne en 1729. L'avis est recherché pour déterminer la légalité de l'esclavage et Hardwicke (alors Philip Yorke) et Charles Talbot estiment qu'il est légal. L'avis est diffusé et largement utilisé. Lord Hardwicke se rallie ensuite aux vues exprimées dans l’opinion en qualité de juge dans Pearne v Lisle (1749), Amb 75, 27 ER 47. Il rend de précieux services au gouvernement de Walpole en appuyant le projet de loi sur l'interdiction des prêts aux puissances étrangères (1730), l'augmentation des effectifs de l'armée (1732) et le projet de loi sur l'accise (1733).

### Gouvernement Walpole
En 1733, Yorke est nommé Lord juge en chef du siège du roi, avec le titre de Lord Hardwicke, et est admis au conseil privé; et en 1737, il succède à lord Talbot en tant que Lord chancelier, devenant ainsi membre du cabinet de Walpole. L'un de ses premiers actes officiels est de priver le poète James Thomson d'un petit office que lui a confié Talbot.

### Chambre des lords
L'importance politique de Hardwicke est considérablement accrue par son arrivée à la Chambre des lords, où l'incompétence de Newcastle impose au chancelier le devoir de défendre les mesures du gouvernement. Il résiste à la proposition de Carteret de réduire l'armée en 1738 et aux résolutions hostiles à l'Espagne sur l'affaire des oreilles du capitaine Jenkins. Mais quand Walpole plie devant la tempête et déclare la guerre à l'Espagne, Hardwicke préconise des mesures énergiques pour sa conduite; et il tente de maintenir la paix entre Newcastle et Walpole. La plainte d'Horace Walpole selon laquelle la chute de Walpole a été provoquée par la trahison de Hardwicke est sans fondement.

### Gouvernement de Wilmington
Personne n’a été plus surpris que lui-même lorsqu’il se retrouve chancelier dans l’administration suivante, et il s’oppose à la proposition d’indemniser les témoins contre Walpole dans l’un de ses meilleurs discours de mai 1742. Il exerce une influence prépondérante dans le cabinet de Wilmington et quand celui-ci meurt en août 1743, c'est Hardwicke qui propose Henry Pelham au poste vacant contre les prétentions de Pulteney. Pendant de nombreuses années à partir de cette époque, il est le pivot du gouvernement.
Pendant les absences du roi sur le continent, Hardwicke est placé à la tête du conseil de régence; il lui incombe donc de concerter les mesures à prendre pour faire face au soulèvement jacobite de 1745. Après Culloden, il préside au procès des pairs jacobites écossais. Sa conduite, tout en étant impartiale sur le plan judiciaire, n’esy ni digne ni généreuse; et il doit être tenu pour responsable en partie de la sévérité infligée aux rebelles, et en particulier des exécutions des combattants de Charles Radclyffe et (en 1753) d'Archibald Cameron de Locheil. En 1746, il entreprend une importante réforme qui supprime le pouvoir féodal survivant en Écosse sous la forme de juridictions privées héritables aux mains de la gentry. D'autre part, sa législation de 1748 visant à désarmer les Highlanders et à interdire l'utilisation du tartan dans leur costume est vexatoire sans être efficace. Hardwicke soutient la réforme du calendrier de Chesterfield en 1751; en 1753, son projet de loi visant à légaliser la naturalisation des Juifs en Angleterre doit être abandonné à cause de la clameur populaire qu'elle excite; mais il réussit à adopter une loi sur le mariage qui devient la base de la législation ultérieure.

### Gouvernement de Newcastle
À la mort de Pelham en 1754, Hardwicke obtient pour Newcastle le poste de Premier ministre et, pour récompense, est créé comte de Hardwicke et vicomte Royston, et quand, en novembre 1756, la faiblesse du ministère et l'aspect menaçant des affaires étrangères obligent Newcastle à démissionner, Hardwicke se retire avec lui. Il joue un rôle dans les négociations de la coalition entre Newcastle et William Pitt l'Ancien en 1757, lorsqu'il accepte de siéger dans le cabinet de Pitt. Après l'accession au trône de George III, Hardwicke s'oppose au ministère de Lord Bute sur la paix avec la France en 1762 et sur la taxe sur le cidre l'année suivante. Dans l’affaire Wilkes, Hardwicke condamne les mandats généraux, ainsi que la doctrine selon laquelle les libelles séditieux publiés par les membres du parlement étaient protégés par le privilège parlementaire. Il meurt à Londres le 6 mars 1764.

## Influence
En 1736, le banc du roi, sous sa présidence, rend le jugement fondateur dans Middleton v. Crofts 2 Atk 650, qui soutient que les canons fabriqués dans les assemblées du clergé provincial ne peuvent, à eux seuls, lier les fidèles laïcs. Il occupe le poste de Lord chancelier plus longtemps que ses prédécesseurs, à une seule exception près. Ses décisions fixent des limites et établissent des principes d'équité. Son influence est puissante pour effacer les traditions judiciaires issues de la monarchie Stuart et pour établir la conception moderne des devoirs et du comportement des juges anglais. Alors qu'il était toujours à la barre, Lord Chesterfield fait l'éloge de sa conduite des poursuites contre la couronne, en contraste avec les anciens limiers de la couronne et il décrit Philip Yorke comme naturellement humain, modéré et décent.